# Hanada Shōnen Shi
Hanada Shōnen Shi (花田少年史, "Història del nen Hanada") és un manga escrit i dibuixat per Makoto Isshiki sobre un nen trapella, en Hanada Ichiro, que té l'habilitat de veure i interactuar amb éssers sobrenaturals després de patir un accident. Fou serialitzada a la revista Mr. Magazine des de 1993 fins a 1995. Hanada Shōnen Shi rebé el premi Kōdansha al millor manga el 1995 en la categoria general.
Hanada Shōnen Shi ha estat en un anime de 25 episodis per la companyia Madhouse que debutà en la cadena NTV l'1 d'octubre de 2002. La sèrie fou també adaptada en una pel·lícula live-action titulada Fantasmes i un Túnel de Secrets, produïda per Shochiku el 2006.

## Sinopsi
Hanada Ichiro és un trapella que viu en un poble petit del camp. Després de patir un cop al cap en un accident amb un camió, esdevé capaç de veure fantasmes, els quals volen que els ajudi a portar a terme tot allò que no van poder deixar enllestit abans de morir.